# 2024年3月中國大陸

## 3月5日
- 十四届全国人大二次会议在北京召开，本次会议结束后，国务院总理李强不召开中外记者招待会，打破逾30年的惯例[1]。外界分析認為這是進一步突出中共中央總書記習近平的核心地位，降低總理出鏡率的政治安排[2]。

## 3月11日
- 飲用水生產商農夫山泉因包裝爭議被指「媚日」和「辱華」[3]，導致其香港交易所股價大幅下跌，7個交易日蒸發約270億港元[4]。

## 3月13日
- 河北省廊坊市三河市燕郊镇发生燃气爆炸事故，造成7死27伤[5]。

## 3月14日
- 中國籍漁船「閩龍漁61222」在台灣金門海域沉沒，船上6名漁民墮海[6]，經兩岸聯合搜救後有2人獲救、2人罹難、2人失蹤[7]。
- 中國籍漁船「閩連漁60911」一名大陸籍船員在台灣馬祖附近水域失足墜海[8]，台灣海巡署馬祖海巡隊派船協助大陸方面搜救[9]。